# 樊宏
樊 宏（はん こう、? - 51年）は、中国の新代から後漢時代初期にかけての政治家。字は靡卿。荊州南陽郡湖陽県の人。父は樊重。弟に樊丹、姉妹に樊嫺都（劉欽の妻）、子に樊儵・樊鮪・樊茂、甥（兄の子）に樊尋がいる。光武帝（劉秀）・劉縯らの母の兄弟にあたり、また劉賜の義弟（劉賜の妹が樊宏の妻）にあたる。

## 事跡

### 初期の事跡
| 姓名           | 樊宏                                                                                            |
| 時代           | 新代 - 後漢時代                                                                                 |
| 生没年         | 生年不詳 - 51年（建武27年）                                                                     |
| 字・別号       | 靡卿（字）                                                                                      |
| 本貫・出身地等 | 荊州南陽郡湖陽県                                                                                |
| 職官           | 光禄大夫、特進〔後漢〕                                                                          |
| 爵位・号等     | 長羅侯〔後漢〕→寿張侯〔後漢〕 →寿張恭侯〔没後〕                                                 |
| 陣営・所属等   | 更始帝→光武帝                                                                                   |
| 家族・一族     | 父：樊重 弟：樊丹 姉妹：樊嫺都 子：樊儵、樊鮪、樊茂 甥：樊尋 光武帝（劉秀） 劉縯など 義兄：劉賜 |

後漢草創期の功臣の一人。樊氏は周の仲山甫（周の宣王に仕えた政治家）の子孫とされ、湖陽では名家であった。樊宏の父樊重は農事に勤しみ、貨殖を好んだが、一方で地元の名士として郷土に様々な恩徳を施している。
新の統治の末年に、舂陵軍を率いて挙兵した劉縯とその族兄劉賜は、湖陽を攻撃したが、なかなか攻め落とせなかった。当時湖陽城内に在った樊宏が劉縯・劉賜と姻戚関係にあったため、湖陽の守備軍は、樊宏の妻子を牢に繋いだうえで、城外へ派遣して劉縯らを説得させるよう命じた。しかし樊宏は、劉縯の下に留まって帰還しようとせず、湖陽の守備軍は樊宏の妻子を処刑しようとする。湖陽の長吏以下がこれを諫止し、その後、劉縯らの軍が急速に勢力を伸ばしたため、湖陽の守備軍は滅ぼされることを恐れて、樊宏の妻子を処刑しなかった。
更始元年（23年）、劉玄が更始帝として即位すると、樊宏は将軍に任命されそうになるが、樊宏は「書生は兵事を習得しておりません」と述べて辞退し、故郷へ帰って宗族と共に自衛のための陣営を築いた。なお、故郷に帰る前のことと思われるが、樊宏は、繡衣御史申屠建が更始帝に劉縯を誅殺するよう促す場面を目撃し、劉縯に警戒するよう進言したが、容れられなかった。
その後、赤眉軍が唐子郷を攻撃し、略奪・殺戮を繰り広げた。赤眉軍が湖陽の樊宏の陣営に接近すると、樊宏は、使者を赤眉軍に派遣し、牛・酒・米穀を献上して慰労する。赤眉の長老（指導者）たちは、樊宏が仁義に厚い性格で名声が高いことを聞き、兵を引き上げた。

### 漢での事跡
建武元年（25年）、光武帝が即位すると、樊宏は光禄大夫に任命され、位は特進となり、三公に次いだ。建武5年（29年）、長羅侯に封じられる。建武13年（37年）、弟の樊丹、甥の樊尋、族兄の樊忠がそれぞれ侯に封じられた。建武15年（39年）、樊宏は寿張侯に転封される。建武18年（42年）、光武帝は舂陵を祀りに巡幸した際に、湖陽の樊重の墓も祀り、これに寿張敬侯の諡号を贈って、湖陽に廟を建立した。
建武27年（51年）、死去。恭侯の諡号を追贈された。子の樊儵が後継した他、樊茂も侯に封じられ、樊氏で5侯国を領有した。

### 人物像
樊宏は、若くして志と立派な行いがあり、人となりは謙虚で柔和であり、容易に昇進を求めなかった。宗族にも富貴に驕ることないよう求め、宗族で法を犯す者は無かったという。
樊宏が政治について時宜や得失の意見を奏上すると、光武帝は自らそれを書きとめ、草稿を破棄・修正した。しかし朝議では、光武帝が臣下に諮問しても、樊宏は敢えて自身の意見を公にしようとしなかった。樊宏は病に倒れると、看病に訪れた光武帝に侯を返上したいと申し出たが、光武帝はそれを認めなかった。